# Schleifenbergturm
Der Schleifenbergturm ist ein Aussichtsturm in der basellandschaftlichen Gemeinde Liestal.
Der heutige Stahlfachwerkturm wurde 1900 anstelle des früheren Holzturms (Baujahr 1891) vom Verkehrs- und Verschönerungsverein Liestal erstellt. 1932, 1985 und 2007 wurden Renovationsarbeiten am Turm durchgeführt. Der Unterhalt wird durch den Verein Liestal Tourismus sichergestellt, der auch für die Turmwirtschaft zuständig ist. Öffnet ein Wirteteam die Turmwirtschaft, dann wird dies traditionell über die gehisste Fahne auf der Turmspitze signalisiert, ansonsten ist keine Fahne sichtbar. Der Zugang erfolgt über ein Drehkreuz per Barzahlung durch Münzeinwurf. Mit einer Eintrittsgebühr von CHF 0.50 kann über 150 Treppenstufen die Aussichtsplattform in 28,5 Meter betreten werden.

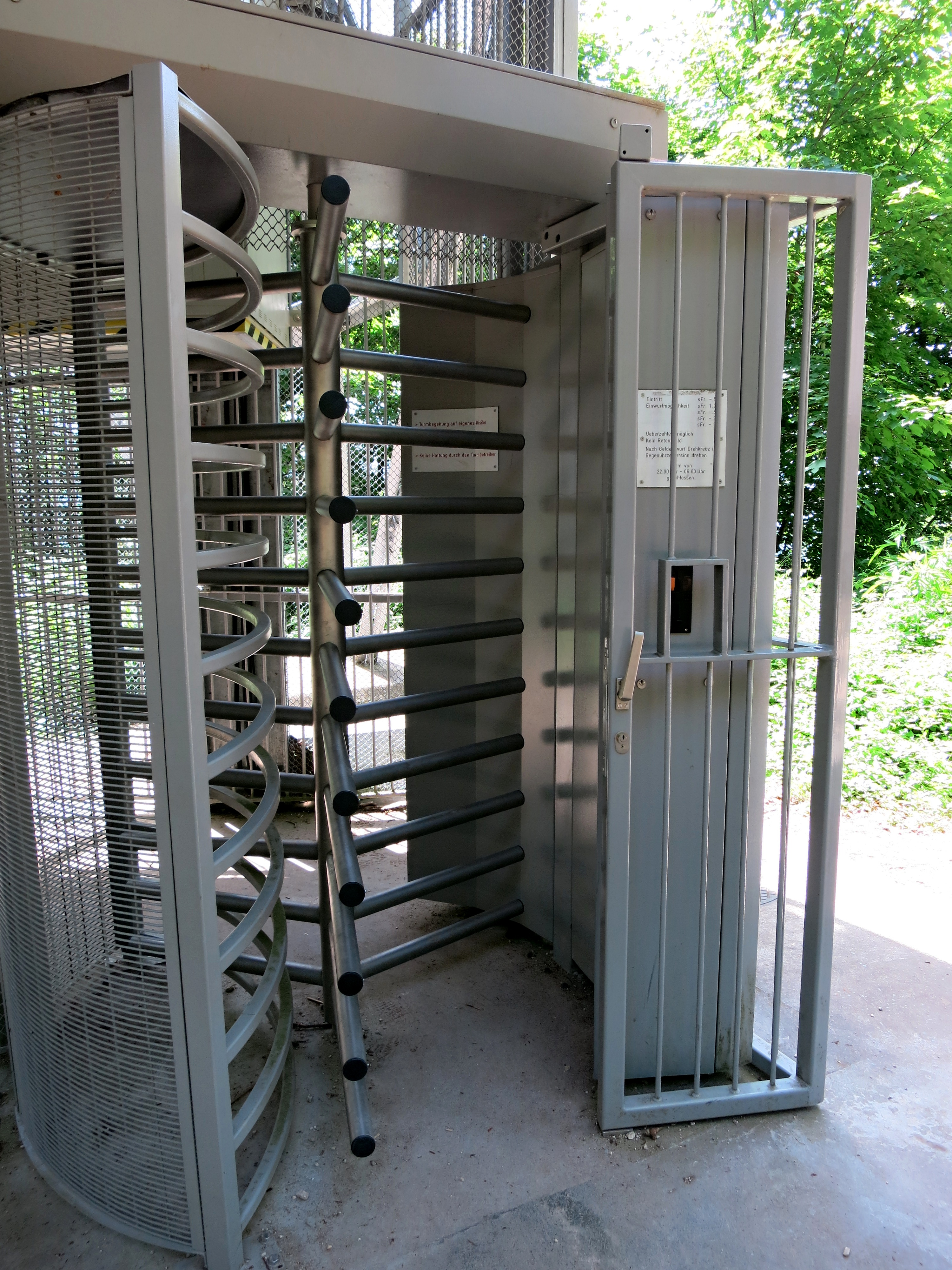
Eingang
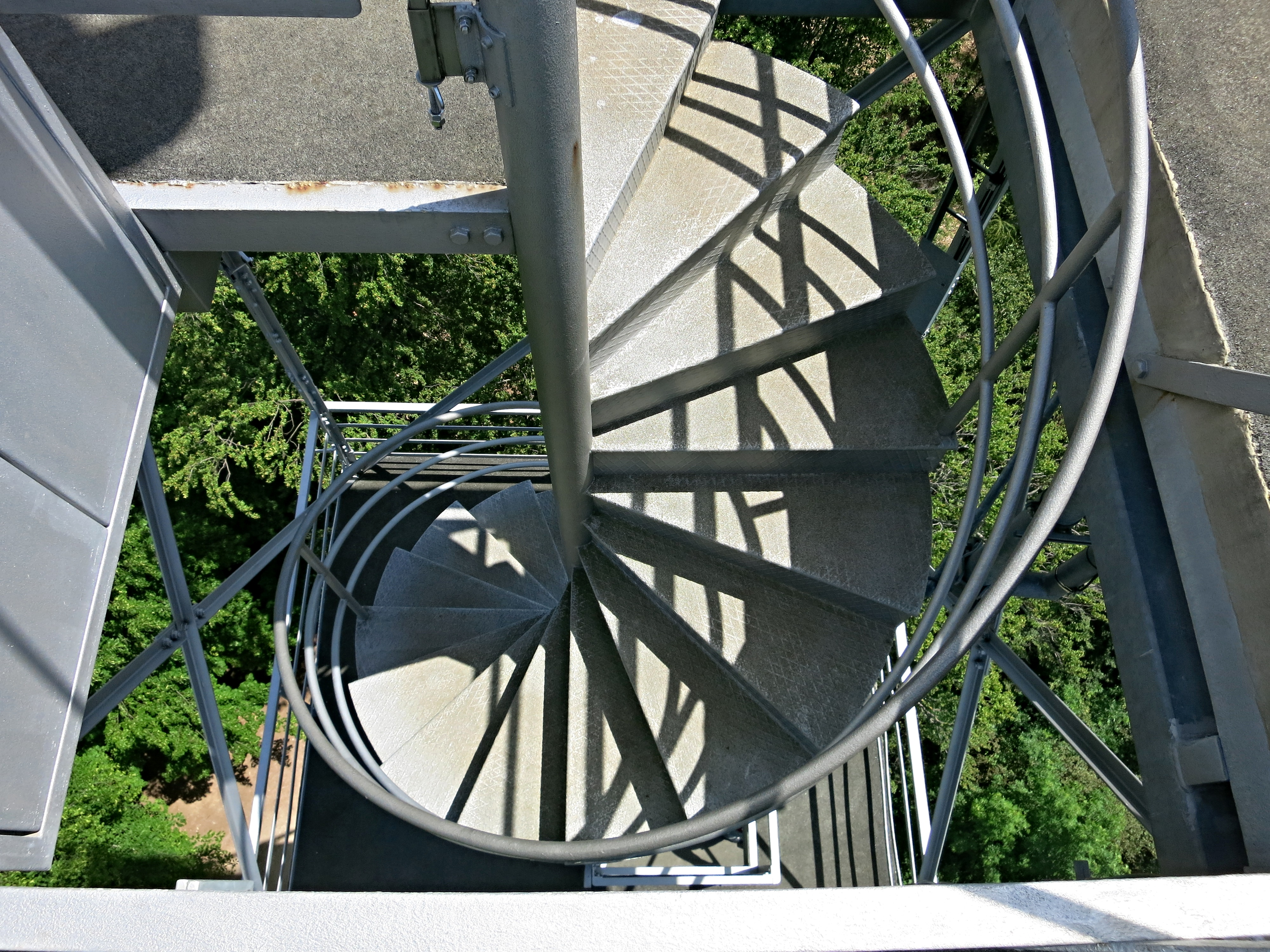
Treppe
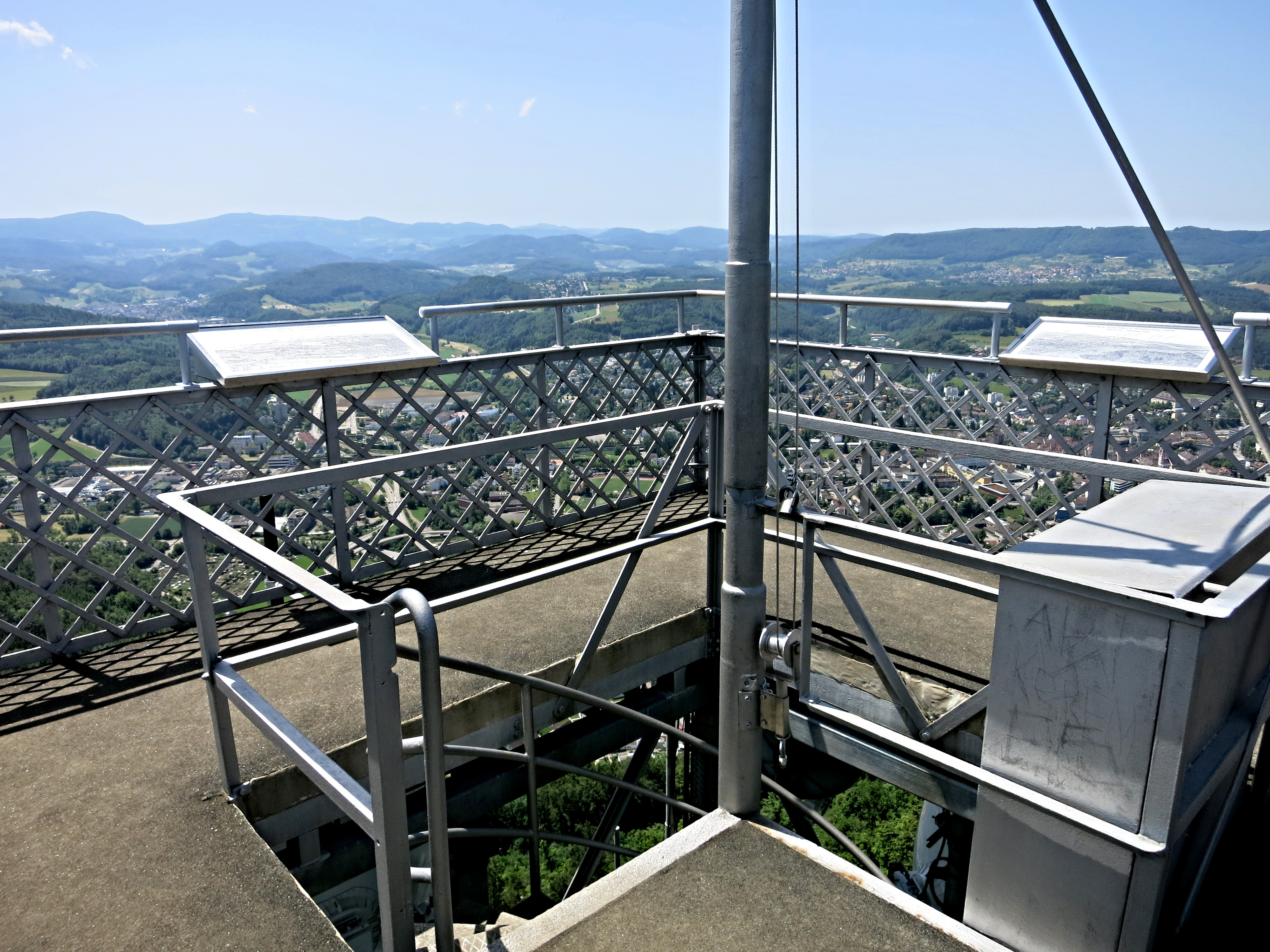
Aussichtsplattform